# Ágio
Ágio é um valor adicional cobrado em operações financeiras. Segundo Heleno Taveira Torres, dentre outras hipóteses, surge o ágio como preço adicional, quando participações societárias ou ativos de uma empresa são adquiridas por um custo de aquisição superior ao valor contábil registrado nas demonstrações financeiras.
O preço do custo adicional é a sua causa jurídica. O ágio só surge porque houve disposição de pagar um maior preço, a título de custo de aquisição, superior ao valor contábil do empreendimento. Essa disposição de pagamento superior ao preço contábil deve ser motivada em fundamentos econômicos que possam ser demonstrados pela adquirente: sua causa.
Quando o valor pago no momento da aquisição do título é inferior ao seu valor de face, de maneira que a rentabilidade do título será maior do que a estabelecida nas condições originais no momento da sua emissão, ele é chamado deságio.

## No Brasil
É o valor que se paga a mais do que o preço que estava previamente estipulado. No Brasil houve uma maior incidência desta prática na segunda metade dos anos 80, com o lançamento do Plano Cruzado (1986). Com o propósito de conter a inflação, que na época atingia índices alarmantes, o Governo optou por, entre outras medidas, tabelar os preços dos produtos, nivelando-os de médio para baixo, causando de imediato a insatisfação dos fornecedores e comerciantes, que perderam a sua possibilidade de barganha. Em consequência, os produtos foram retirados do mercado. Com a escassez de produtos, não restava outra possibilidade para o consumidor a não ser o pagamento do ágio e, em decorrência a insatisfação acerca deste também. Hoje ainda persiste a prática de pagamento do ágio, principalmente quando se adquire produtos importados, raros ou de difícil oferta.